# Michael Meyersfeld
Michael Meyersfeld (* 5. června 1940) je výtvarný fotograf žijící a pracující v Johannesburgu v Jihoafrické republice. Meyersfeld se věnuje výtvarnému umění i reklamní fotografii.

## Životopis
Meyersfeld, který se narodil jihoafrické matce a francouzsko-německému otci, se začal zajímat o fotografii již ve velmi raném věku, když ve svém rodinném domě v Johannesburgu vytvořil první kontaktní fotografie z fotoaparátu Baby Brownie. Vystudoval King Edward Vll. a v roce 1961 získal titul B.Com. na University of the Witwatersrand, po které nastoupil do rodinného obchodu s ocelí.
Ve 47 letech opustil rodinnou firmu a dalších dvacet let pracoval jako reklamní fotograf a po celou dobu vystavoval své výtvarné práce. Většina Meyersfeldových fotografií vyžaduje určitou úroveň „inscenace“. Jako příklady Life Staged, série sestávající ze čtyř děl, 12 nahých mužů (2007), Woman Undone, Guests at the Troyeville Hotel nebo Urban Disquiet. Postupně reprezentace uvolnila místo pro fotografie, které se dějí bez plánování. 

## Ocenění
- 2009 – 1 zlaté ocenění – kategorie profesionální reklamy (Yum Yum Purple)[2]
- 2010 – Gold Non-Commissioned Body Single (Alex Church), London AOP Awards, Londýn [3]

## Výstavy
- 2012: Retrospektiva: Galerie ABSA[4]
- 2011: Transience: In Toto Gallery[5]
- 2007: Galerie Davida Browna [6]

## Publikace
- Gaze. ISBN 0-620-29066-8
- Life Staged. ISBN 978-0-620-48049-9. Doprovázeno stejnojmennou výstavu.